# آنتونیوس موزا

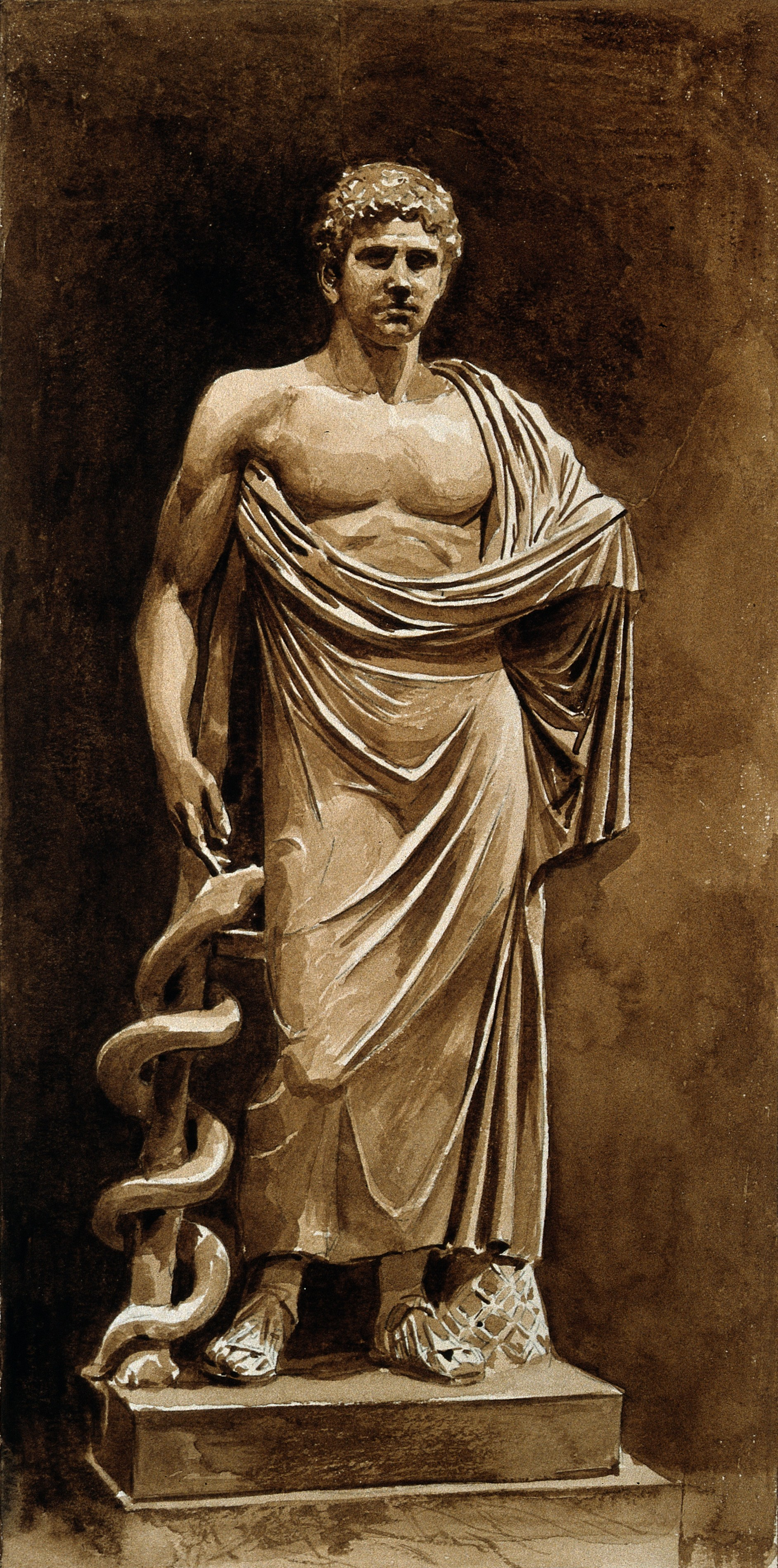

آنتونیوس موزا (Ἀντώνιος Μούσας) پزشک رومی بود که در زمان اوگوستوس در روم برآمد. وی بزرگ‌ترین پزشک اوگوستوس به شمار می آمد.
او استفاده از حمام آب سرد را توصیه کرد و در ۲۳ ق م اوگوستوس را با همان روش معالجه کرد. آثار او دربارهٴ ادویهٴ مفرده، که جالینوس از آنها یاد کرده، مفقود شده است.